# Adolf Schiel

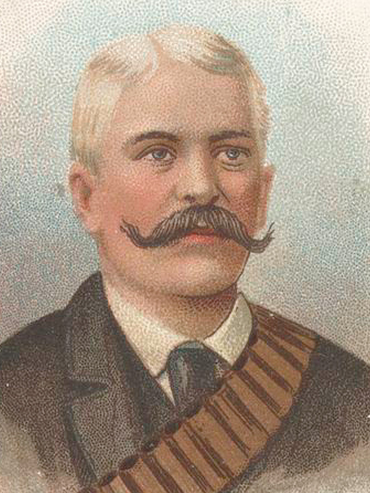
Adolf Schiel (Zigarettenbild, um 1898)

Adolf Schiel (* 19. Dezember 1858 in Frankfurt am Main; † 8. August 1903 in Bad Reichenhall) war ein deutscher Offizier, Farmer in Südafrika und Befehlshaber des deutschen Freikorps im Burenkrieg von 1899 bis 1902.

## Leben

### Karriere
Adolf Schiel diente kurze Zeit als Offizier bei den Braunschweiger Husaren, einem Kavallerieregiment. Als Zwanzigjähriger quittierte er den Dienst und ging im Oktober 1878 in die britische Kolonie Natal, um sich eine Existenz als Landwirt aufzubauen. Er heiratete eine Missionarstochter.
Es erwies sich schwieriger als gedacht, mit der Ernte den Lebensunterhalt zu bestreiten, und so zog er nach einem Jahr mit einem Burentreck in das unabhängige Transvaal weiter.

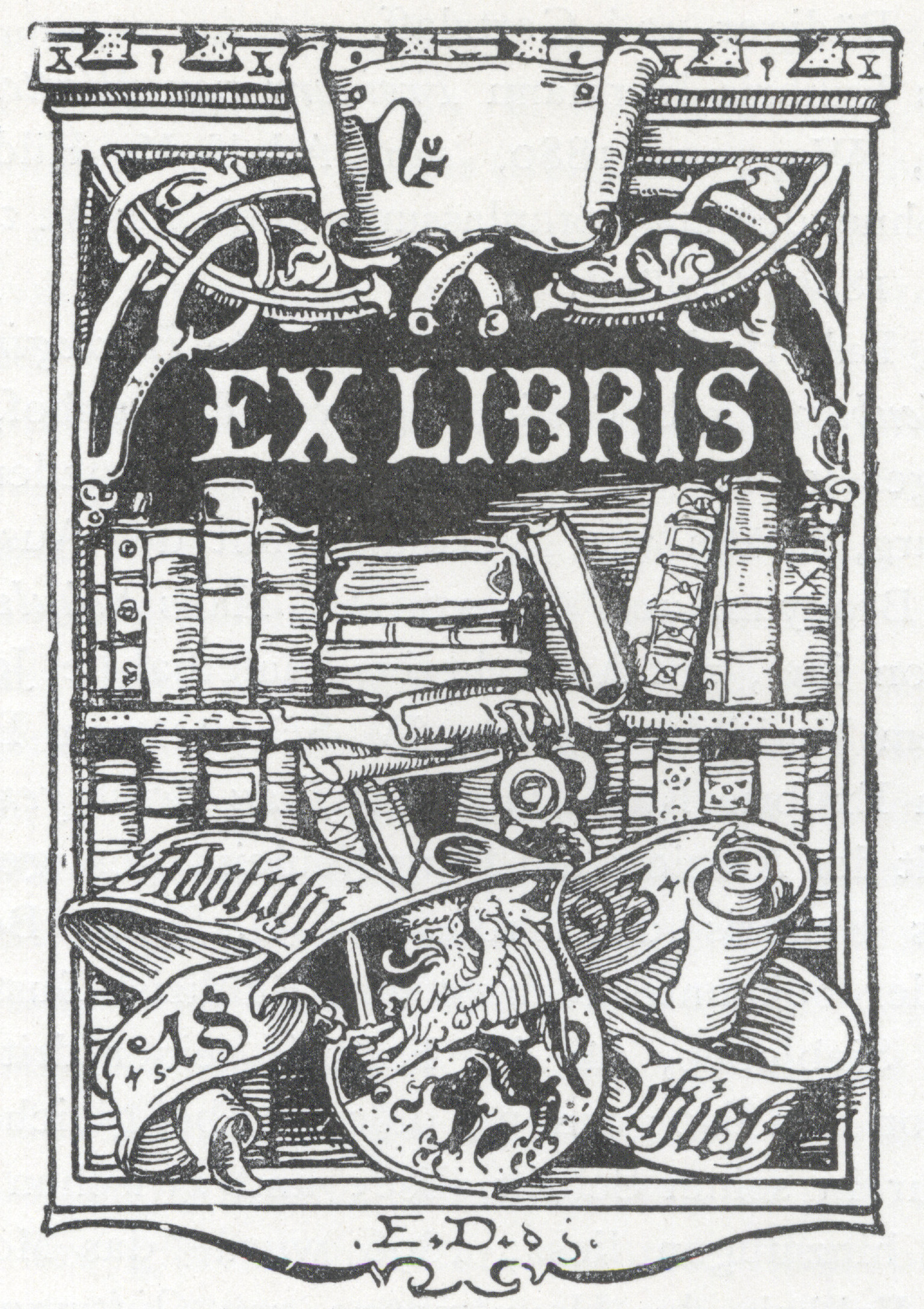
Exlibris von Adolf Schiel, gestaltet von Emil Doepler

Adolf Schiel bewarb sich bei der Transvaal-Regierung und wurde als Grenzleutnant und Sekretär des Eingeborenenkommissars Joachim Ferreira angestellt. Zu seinen Aufgaben gehörte es unter anderem, die Hüttensteuer bei den Eingeborenen einzutreiben. In Ferreiras Auftrag intervenierte er 1882 im Bürgerkrieg der Zulu. Anhand eines Beispiels schildert Schiel das traditionelle Informationssystem der Zulu. Es galt die Notwendigkeit, Dorfbewohner der Umgegend schnell in eine Sicherheitszone zu bringen: „Mit welcher Schnelligkeit sich eine solche Botschaft verbreitet, ist unglaublich. Der Bote läuft so schnell er kann nach dem nächsten Kraal, von wo sofort ein anderer die Botschaft weiterbringt. Liegt der Kraal in einem Tal, und der Bote steht auf einem Berge, dann ruft er die Botschaft hinab, die, wenn der Wind günstig ist, in der volltönenden Zulusprache auf große Entfernung verstanden wird.“ 

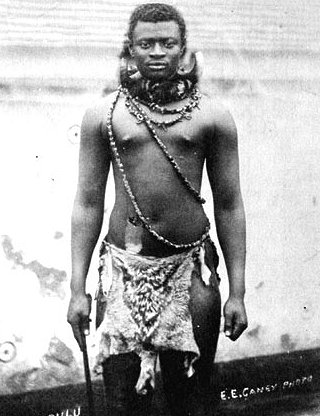
Königssohn Dinuzulu, 1883

Schiel wurde Ratgeber und Minister von Dinuzulu, Sohn des Zulukönigs Cetshwayo. Nach Cetshwayos Tod half er im März 1884, Dinuzulu zum König zu krönen.
Schiel nahm die Staatsbürgerschaft von Transvaal an. Im Jahr 1887 zitierte Burengeneral Joubert Schiel nach Pretoria und schlug ihm vor, als Offizier in das Artilleriekorps einzutreten. Dort war Schiel als jüngster Offizier für das Magazin zuständig. Darin befanden sich 16 Geschütze, darunter 9 deutscher Herkunft. Schiel notierte: „1 langes Krupp-Feldgeschütz, 8 Centimeter; 4 Bergkanonen mit Kruppschem Verschluß, auf schweren, plumpen Feldlafetten, 8 Centimeter; 4 Krupp Berggeschütze, 6 Centimeter.“
1888 wurde Schiel als Eingeborenenkommissar in der Region Spelonken in der Nähe von neu entdeckten Goldfeldern im Norden Transvaals eingesetzt. Er bemühte sich vor allem darum, auch bei den Eingeborenen das Rechtssystem der Transvaalregierung durchzusetzen. Eingeborene (hier der Stamm der Maquambos) hielten gern an ihrem traditionellen Rechtssystem fest, das – so Schiel – aus einem komplizierten System aus Zaubersprüchen und Geldgeschenken an Zauberer, Häuptlinge und Unterhäuptlinge bestand.
Schließlich wurde Schiel beamteter Leiter des Gefängniswesens und 1898 mit der Bauaufsicht des Fort Johannesburg betraut, einer Festung rund um das Johannesburger Gefängnis.
Gemeinsam mit dem Großkaufmann Adolf Lüderitz und dem Heidelberger Reisenden August Einwald beteiligte sich Schiel (unter Ausnutzung seiner guten Beziehung zu Dinuzulu) zeitweise am Landerwerb in der Santa Lucia Bay. Damit sollte – so die vergebliche Hoffnung – die Grundlage eines neuen Deutschen Schutzgebiets entstehen. Sogar von einem transkontinentalen Schutzgebiet wurde geträumt.
Im Deutschen Reich, das interessiert war, seinen Einfluss in Südafrika zu vergrößern, wurde die Situation dort mit großer Aufmerksamkeit beobachtet. Schiel wurde nach Berlin eingeladen, um im Auswärtigen Amt Bericht zu erstatten. Höhepunkt der Reise war eine private Einladung Bismarcks. Der Reichskanzler hatte unter Geheimhaltung im Hamburger Senat sondieren lassen, ob die Hansestadt als Träger der Kolonialverwaltung installiert werden könne. Nachdem Bismarck zunächst unentschlossen der Forderung gegenüber gestanden hatte, neue deutsche Schutzgebiete in Südafrika zu installieren, lehnte er letztlich wegen diesbezüglich zu erwartender Konflikte eine Unterstützung derartiger Vorhaben klar ab.
Schiel kaufte 1892 am Südhang der Spelonkenberge eine Farm, die er Roßbach nannte, und bezog sie mit Frau, fünf Kindern, Kindermädchen und Hauslehrer.

### Im Burenkrieg

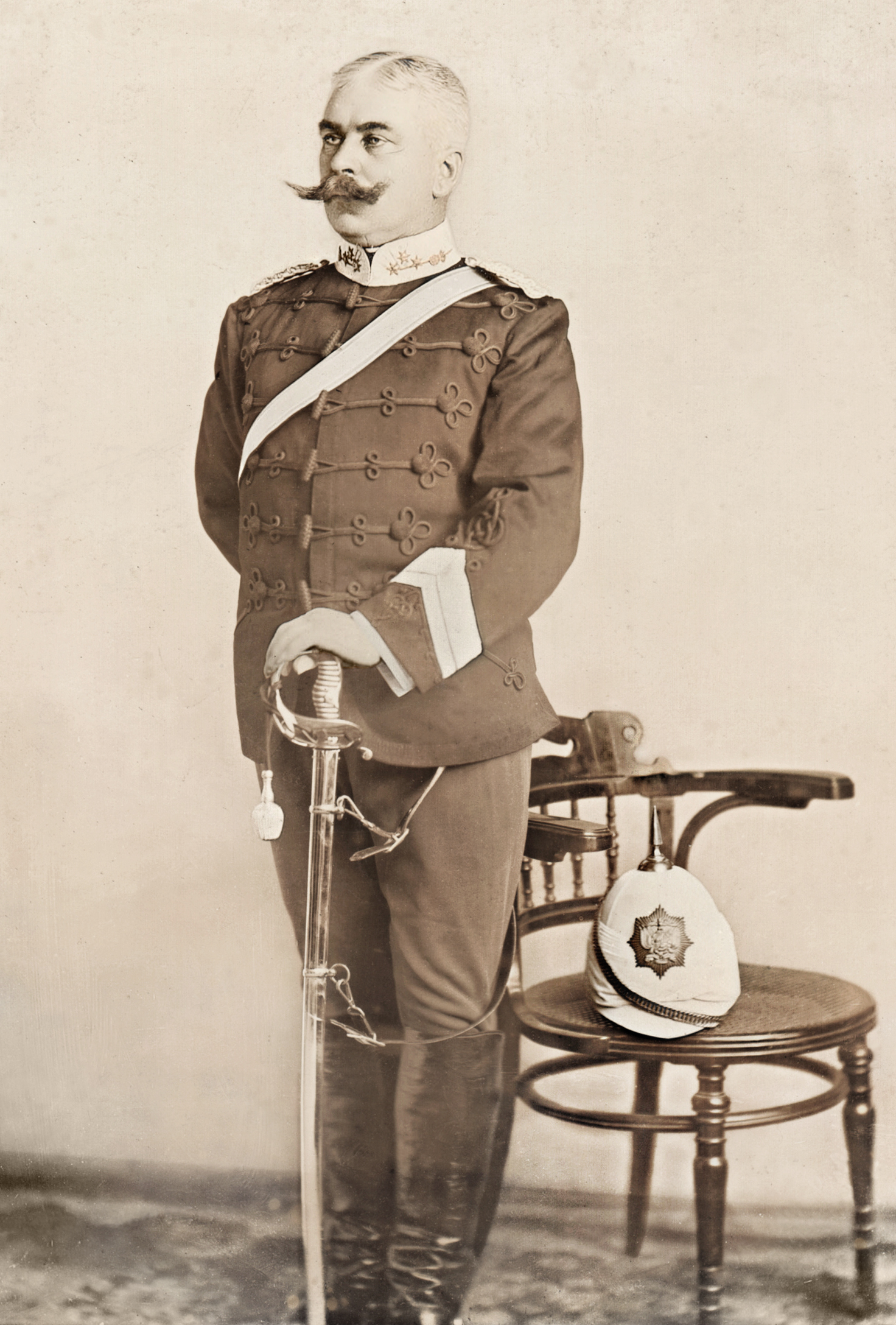
Oberst Adolf Schiel, um 1898

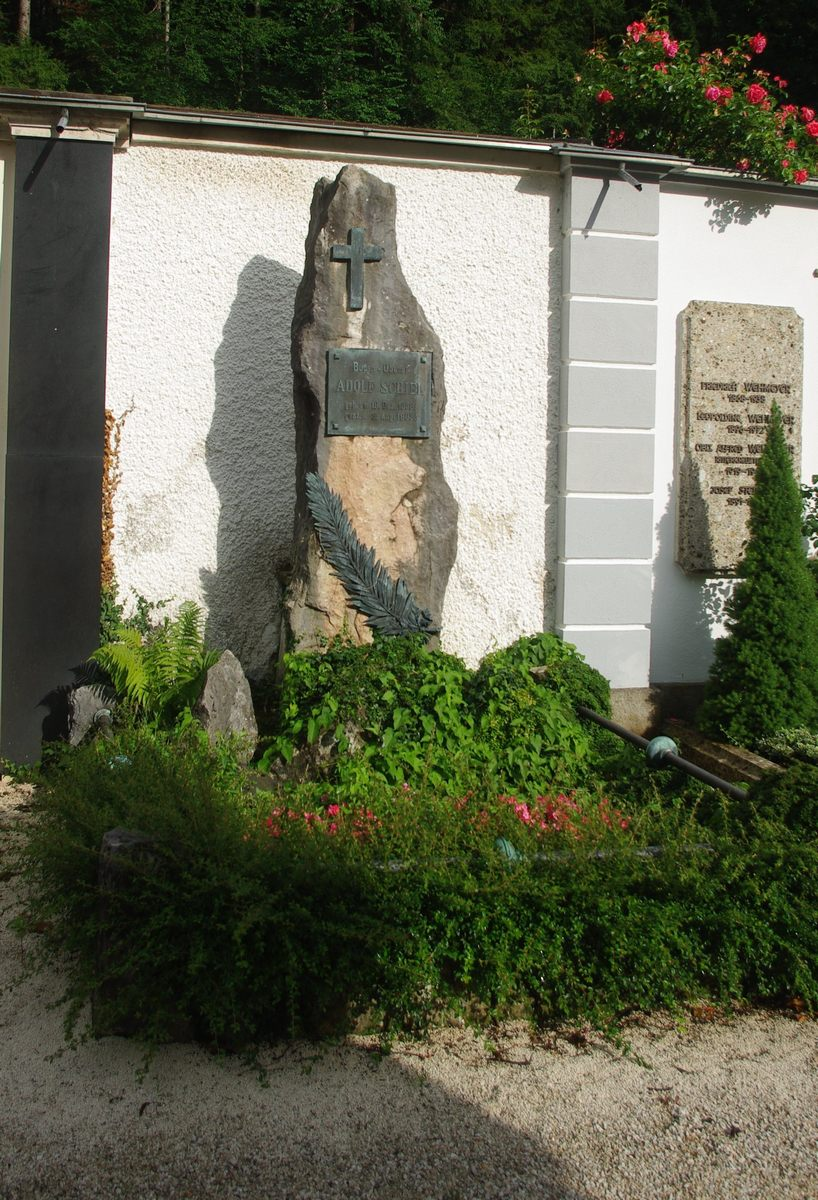
Grabmal von Adolf Schiel auf dem Friedhof St. Zeno

Angesichts der Eskalation des Konflikts zwischen der britischen Kolonialmacht und der Republik Transvaal gründete Adolf Schiel mit dem in Berlin geborenen Richard Albrecht und der Erlaubnis der Südafrikanischen Republik zwei Wochen vor Kriegsbeginn ein deutsches Freikorps „Deutsches Kommando Johannesburg“. Den Kern der Truppe bildeten Polizisten des Gefängnispersonals. Schiel hatte zuvor Gefangene mit Strafen unter sechs Monaten entlassen und kleinere Anstalten geschlossen. Buren und Ausländer, vor allem deutschsprachige Schweizer, schlossen sich dem Freikorps an, ebenso Schiels Brüder Walter und Max, sein ältester Sohn Adolf jun. und der Reporter Erich Gentz von der Berliner Täglichen Rundschau. Zuletzt bestand das Kommando aus rund 400 Mann. Die Uniformen ähnelten denen Preußens. Die Mannschaft war mit Snyder-Hinterladern ausgestattet, Schiel besaß ein amerikanisches Winchester-Repetiergewehr. Die Einheit wurde General Jan Kock unterstellt.
Im Oktober 1898 erklärte die Republik Transvaal Großbritannien den Krieg. Ob Adolf Schiel zu diesem Zeitpunkt zum Oberst befördert wurde, wie seine Biographie angibt – oder wie sein Rang genau lautete – ist in der Fachwelt umstritten.
Grund des Krieges waren Begehrlichkeiten der Kolonialmächte nach reichen südafrikanischen Bodenschätzen und politischem Einfluss auf der einen und ausländerfeindliche Tendenzen von Buren auf der anderen Seite. Anlass für die Kriegserklärung: Großbritannien folgte dem Ultimatum Transvaals und des Oranje-Freistaats nicht, seine Truppen aus den unabhängigen Burenrepubliken abzuziehen.
Zu Beginn des Krieges gehörte Schiel einem Kommando an, das die Eisenbahnlinie bei der kleinen Ansiedlung Elaandslagte zwischen Ladysmith und dem Detachement Dundee zerstörte. Es ging darum, den britischen Verbänden, die über gepanzerte Eisenbahnwagen verfügten, die Verbindung zu ihren Stützpunkten abzuschneiden. Es folgte die Schlacht von Elandslaagte.
Zehn Tage nach Kriegsbeginn wurde Schiel in dieser Schlacht am 21. Oktober 1899 verwundet und geriet in britische Gefangenschaft. Seine Einheit wurde aufgerieben. Sein Sohn Adolf jun. fiel in der Nähe der Farm Roßbach.
Der Generalkonsul der Südafrikanischen Republik in Berlin, Winterfeldt, sammelte Spenden für Angehörige von Gefallenen und Verwundeten der Schlacht. Selbst populäre Magazine wie Die Gartenlaube berichteten.
Nach Zwischenstationen im Militärhospital, Gefängnis, Truppentransporter und einem Gefangenenlager in der Nähe von Simon’s Town wurde Schiel auf die Insel St. Helena gebracht, wo er bis Kriegsende 1902 interniert war. Während der Gefangenschaft schrieb er seine Autobiografie. Nach seiner Entlassung ging Adolf Schiel nach Deutschland zurück. Er starb am 8. August 1903 in Bad Reichenhall an den Folgen seiner Verwundung. Seine Autobiografie wurde unter dem Titel 23 Jahre Sturm und Sonnenschein in Südafrika veröffentlicht und erlebte mehrere Auflagen.

## Ehrungen
- Im Stadtteil Niederrad in Frankfurt am Main trägt seit 1902 ein Sportverein den Namen NSG Oberst Schiel. Der breiteren Öffentlichkeit wurde der Verein durch Erfolge seiner Frauen-Fußballmannschaft bekannt.[16]
- In Wien wurde eine Privatstraße nach Adolf Schiel benannt.[17]
- In Uitsig Bloemfontein Südafrika existiert die Adolf-Schiel-Street.[18]

## Werke
- 23 Jahre Sturm und Sonnenschein in Südafrika. Verlag F. A. Brockhaus, Leipzig 1902.
  - Reprint, Verlag: FB&C LTD, Basdorf 2018, ISBN 978-0-666-56212-8.

## Galerie

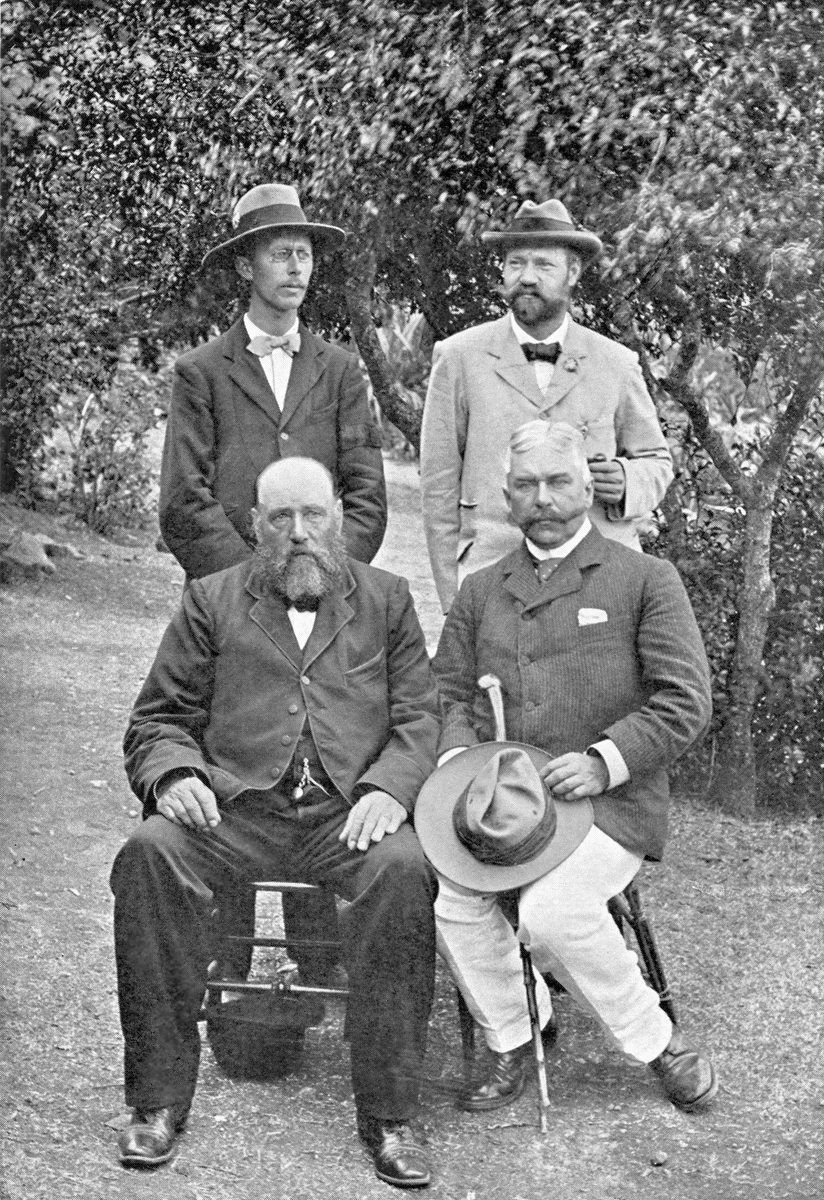
Schiel zu Besuch bei General Piet Cronjé (links)
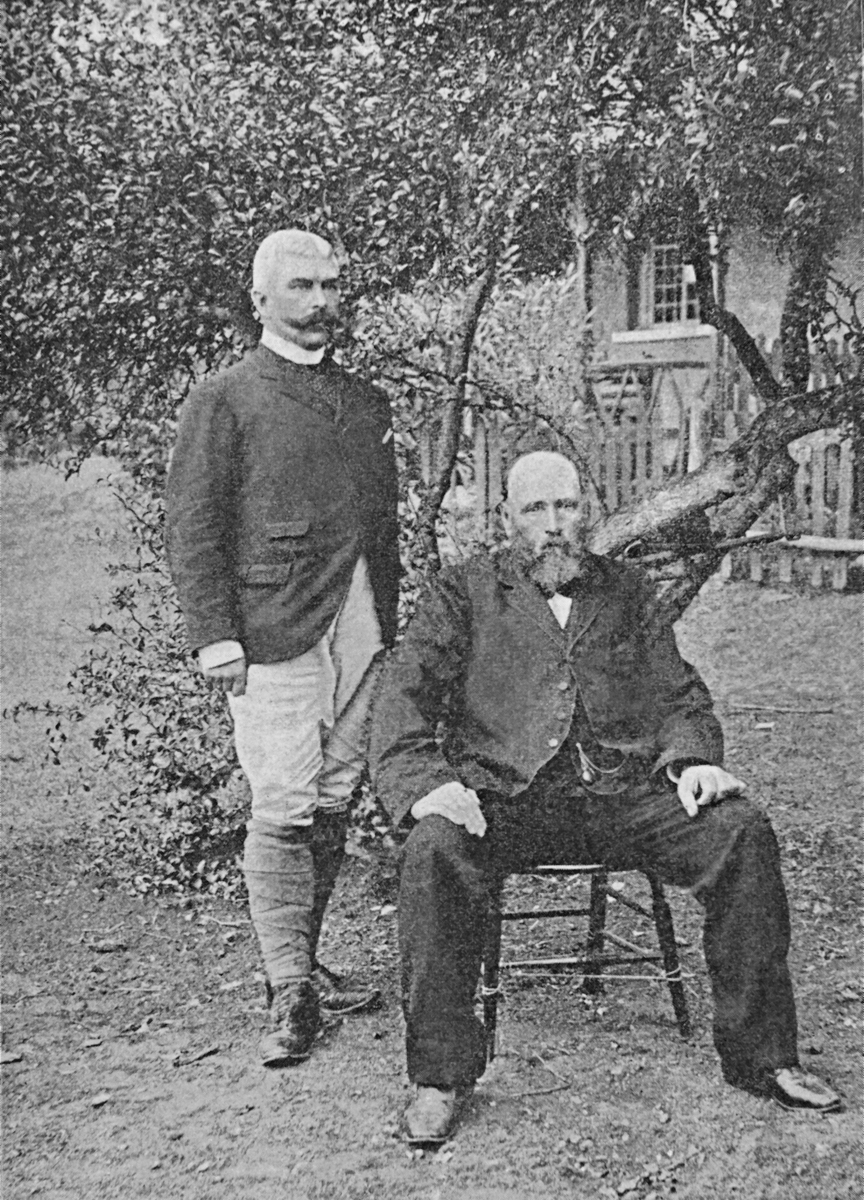
Vor dem Kent Cottage, wo General Cronjé und seine Frau untergebracht waren.
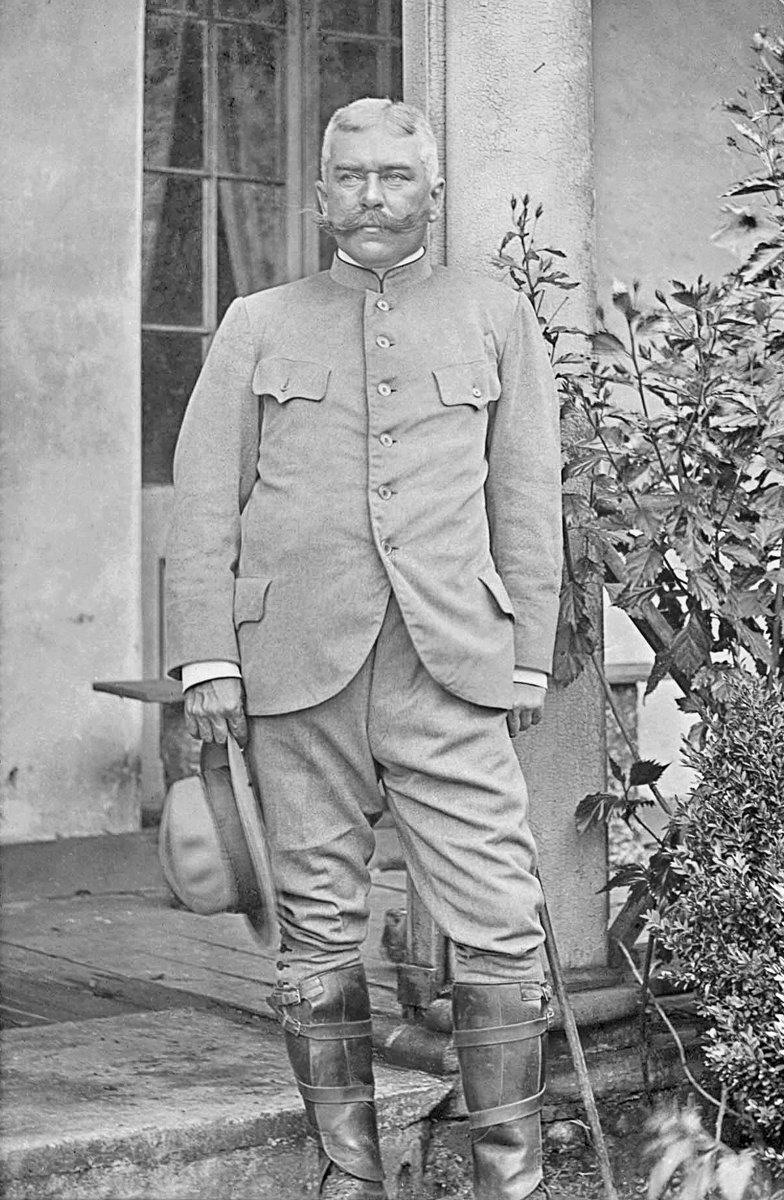
Schiel in Zivilkleidung, vermutlich auch während der Internierung.
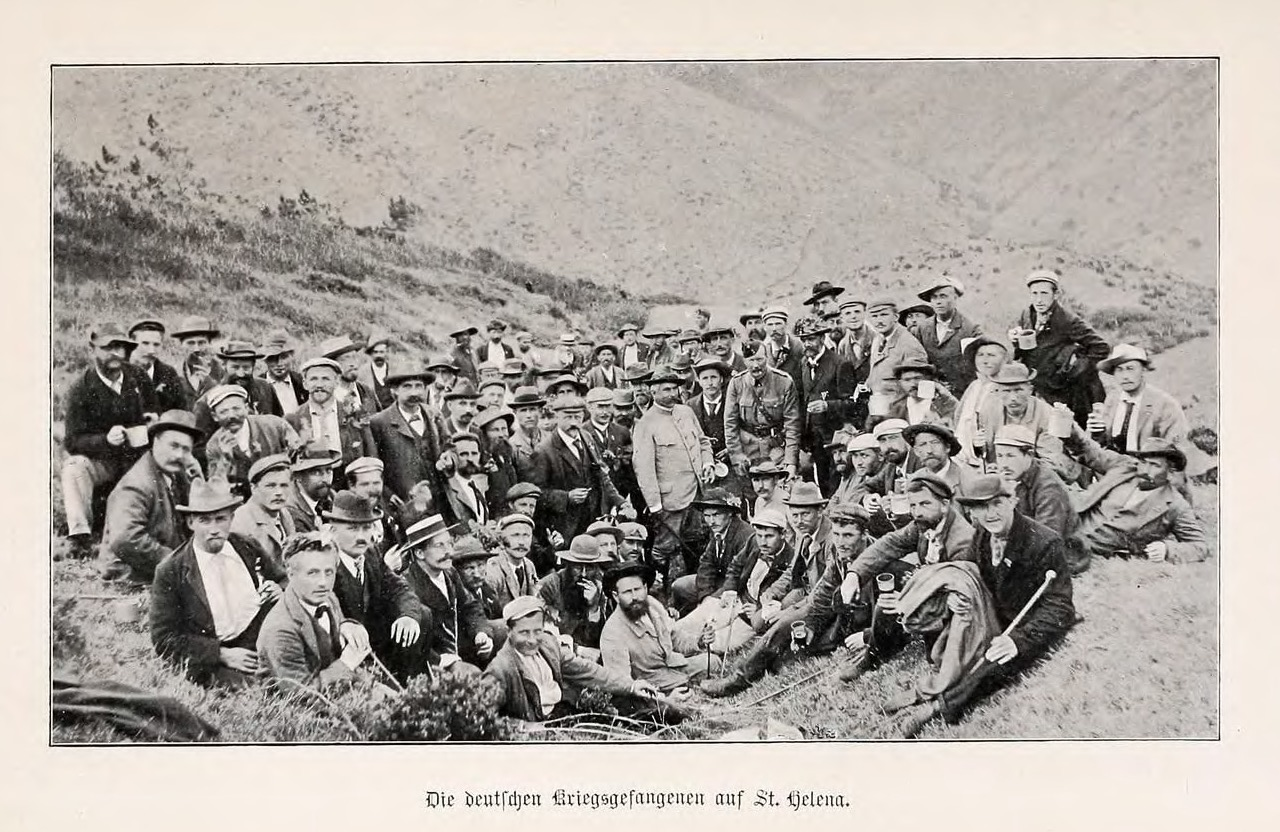
Schiel (Mitte) mit anderen deutschen Gefangenen
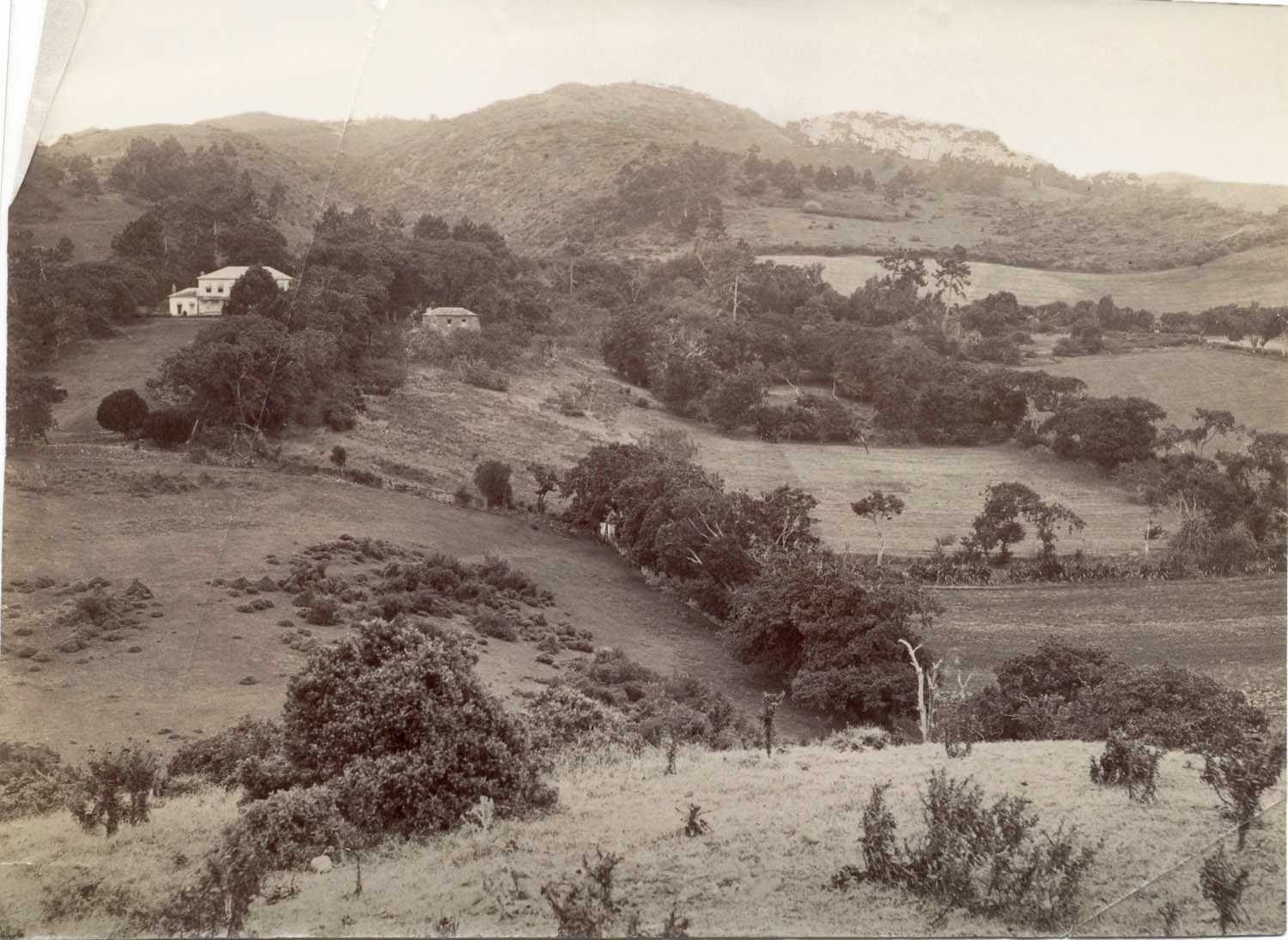
Die zeitweilige Unterkunft Rosemary Hall (links) und die Umgebung am Francis Plain auf St. Helena.
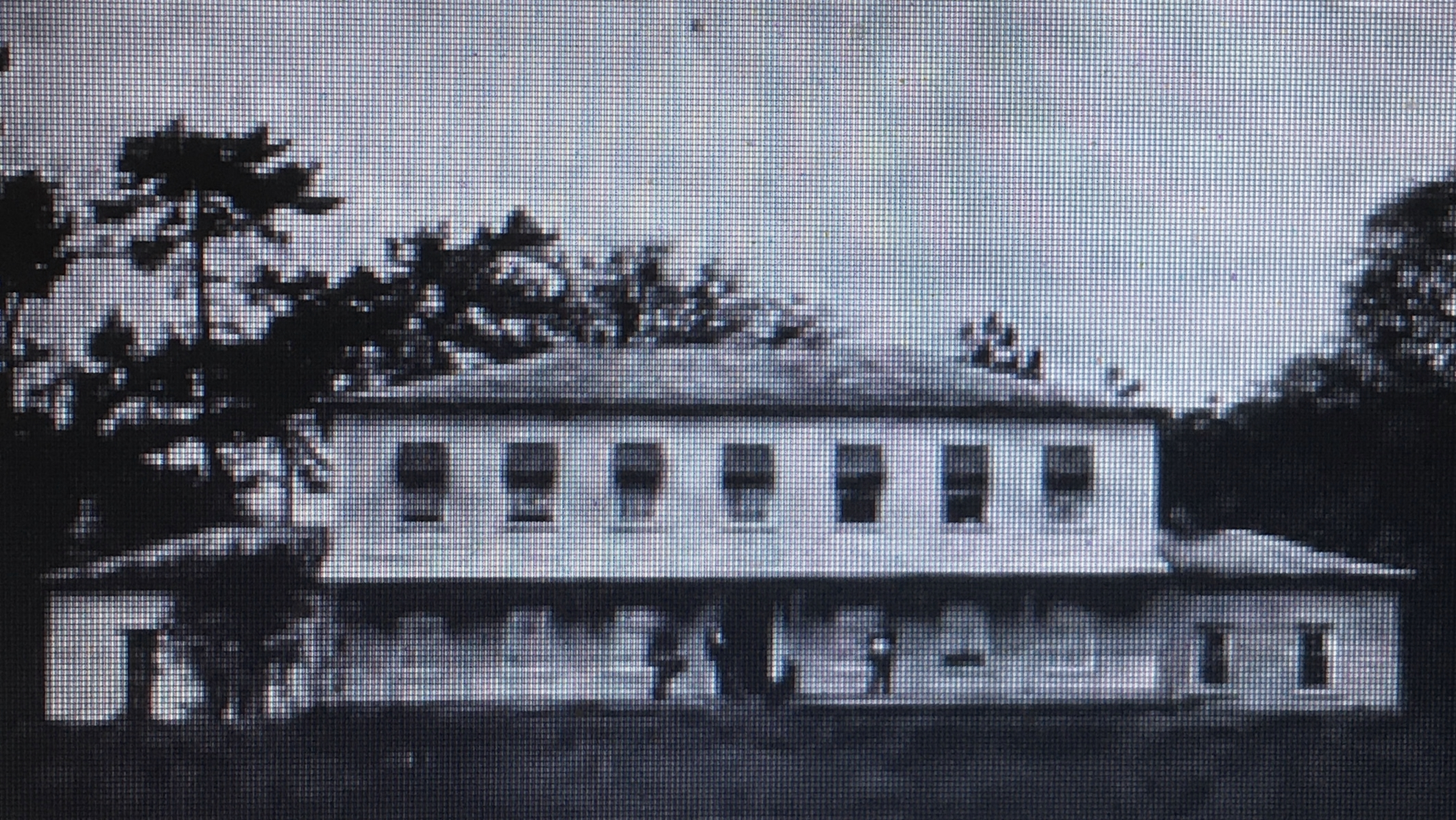
Das „Gefängnis“ um 1901 aus der Nähe gesehen.